# Virginia Lee Corbin
Virginia Lee Corbin (Prescott, 5 dicembre 1910 – Winfield, 5 giugno 1942) è stata un'attrice statunitense del cinema muto, conosciuta anche con i nomi di  Virginia LaVerne Corbin o  Virginia Lee Corbyn.

## Biografia
Nata a Prescott, in Arizona, figlia di Leon E. Corbin e Frances Cox Corbin, aveva una sorella di nome Ruth. Cominciò la sua carriera cinematografica di attrice bambina a soli 6 anni, esordendo nel 1916 in un piccolo ruolo in Let Katie Do It insieme al altri famosi attori bambini come Violet Radcliffe e Carmen De Rue. Il secondo film in cui apparve è Intolerance di Griffith. Nel 1917-18 i registi Chester M. Franklin e Sidney Franklin le affidano il ruolo di protagonista assieme a Francis Carpenter in una serie di cinque lungometraggi realizzati per la Fox Film Corporation, in cui i ruoli principali erano interpretati da attori bambini: Jack and the Beanstalk (1917), Aladino e la lampada magica (1917), The Babes in the Woods (1917), L'isola del tesoro (1918), e Fan Fan (1918).
Negli anni venti, ricoprì ruoli da flapper ma, all'avvento del sonoro, ebbe seri problemi nel continuare la carriera. Si ritirò nel 1931 per fare un'ultima apparizione nel 1938 (non accreditata), in L'ultima recita, film diretto da John M. Stahl.
Nella sua carriera girò 57 film. Si sposò due volte: la prima nel 1929 con Theodore Krol. Dal matrimonio, durato fino al 1937, nacquero due figli, Phillip (16 agosto 1932) e Robert (29 gennaio 1935). Dopo il divorzio, Virginia si risposò con Charles Jacobson.
Morì nel 1942 a soli 31 anni di età di tubercolosi cronica.

## Riconoscimenti
- Young Hollywood Hall of Fame (1908-1919)

## Filmografia
La filmografia è completa.

### Anni dieci
- I sette angeli di Ketty (Let Katie Do It), regia di C.M. Franklin e S.A. Franklin (1916)
- Intolerance (Intolerance: Love's Struggle Throughout the Ages), regia di David W. Griffith (1916)
- By Conscience's Eye, regia di George Cochrane (1916)
- The Castle of Despair, regia di Ben F. Wilson (1916)
- Behind Life's Stage, regia di Allen Holubar (1916)
- Pidgin Island, regia di Fred J. Balshofer (1916)
- Heart Strings, regia di Allen Holubar (1917)
- The Old Toymake, regia di Allen Holubar (1917)
- Somebody Lied, regia di Ben F. Wilson (1917)
- Vengeance of the Dead, regia di Henry King (1917)
- The Light of Love, regia di Ben Horning (1917)
- Three Women of France, regia di Ruth Ann Baldwin (1917)
- Jack and the Beanstalk, regia di Chester M. Franklin, Sidney Franklin (1917)
- Aladino e la lampada magica (Aladdin and the Wonderful Lamp), regia di Chester M. Franklin, Sidney Franklin (1917)
- The Babes in the Woods, regia di Chester M. Franklin e Sidney Franklin (1917)
- Treasure Island, regia di Chester M. Franklin e Sidney Franklin - con il nome Virginia Corbin (1918)
- Six Shooter Andy, regia di Sidney Franklin (1918)
- Ace High, regia di Lynn Reynolds (1918)
- Fan Fan, regia di Chester M. Franklin e Sidney Franklin (1918)
- The Forbidden Room, regia di Lynn Reynolds (1919)

### Anni venti
- The White Dove, regia di Henry King (1920)
- The Cafe of Fallen Angels (1923)
- Enemies of Children, regia di Lillian Ducey e John M. Voshell (1923)
- Fight and Win, regia di Erle C. Kenton (1924)
- Il vino della giovinezza (Wine of Youth), regia di King Vidor (1924)
- All's Swell on the Ocean, regia di Erle C. Kenton e Jess Robbins (1924)
- La seconda vita di Arturo Merril (Sinners in Silk), regia di Hobart Henley (1924)
- The City That Never Sleeps, regia di James Cruze (1924)
- Broken Laws, regia di Roy William Neill (1924)
- The Chorus Lady, regia di Ralph Ince (1924)
- Three Keys, regia di Edward LeSaint (1925)
- The Cloud Rider, regia di Bruce M. Mitchell (1925)
- Lilies of the Streets, regia di Joseph Levering (1925)
- Headlines, regia di Edward H. Griffith (1925)
- The Handsome Brute, regia di Robert Eddy (1925)
- North Star, regia di Paul Powell (1925)
- Hands Up!, regia di Clarence G. Badger (1926)
- The Honeymoon Express, regia di James Flood e, non accreditato Ernst Lubitsch (1926)
- Ladies at Play (1926)
- The Whole Town's Talking (1926)
- Chasing Choo Choos (1927)
- The Perfect Sap (1927)
- Driven from Home, regia di James Young (1927)
- Play Safe, regia di Joseph Henabery (1927)
- No Place to Go, regia di Mervyn LeRoy (1927)
- The Head of the Family, regia di Joseph C. Boyle (1928)
- Gambe nude (Bare Knees) (1928)
- The Little Snob (1928)
- Jazzland (1928)
- Knee High (1929)
- Jazz Mamas (1929)
- Mademoiselle Fifì (Footlights and Fools), regia di William A. Seiter (1929)

### Anni trenta
- Morals for Women, regia di Mort Blumenstock (1931)
- Shotgun Pass, regia di J.P. McGowan (1931)
- Forgotten Women, regia di Richard Thorpe (1931)
- X Marks the Spot, regia di Erle C. Kenton (1931)
- L'ultima recita (Letter of Introduction), regia di John M. Stahl (1938)
- La signora dei diamanti (Adventure in Diamonds), regia di George Fitzmaurice (1940)
- Così finisce la nostra notte (So Ends Our Night), regia di John Cromwell (1941)